# Klára Ungár
Klára Ungár (* 14. August 1958 in Budapest) ist eine ungarische Politikerin.

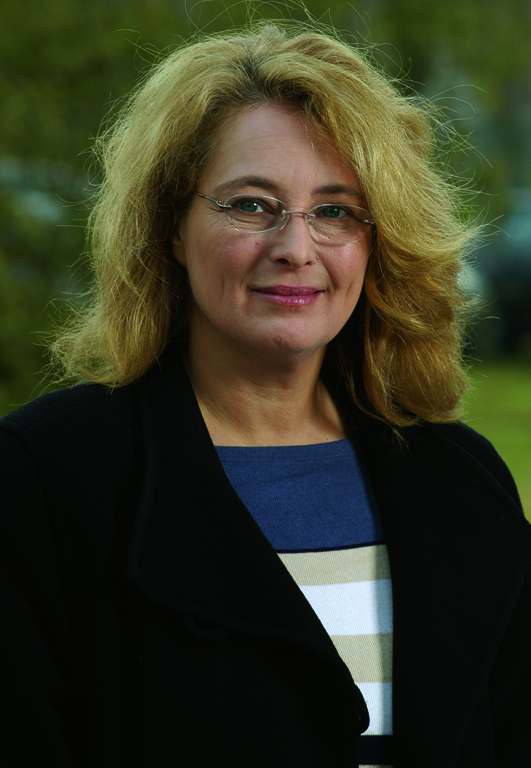
Klára Ungár (2010)

## Leben
Nach ihrer Schulzeit begann Ungár, sich politisch zu engagieren. Sie war Gründungsmitglied der konservativen Partei Fidesz in Ungarn und wechselte dann zur liberalen Partei Bund Freier Demokraten. Danach wurde sie Abgeordnete im Ungarischen Parlament. Ungár lebt offen homosexuell in Budapest. Sie war die erste lesbische Politikerin, die sich öffentlich in Ungarn outete.